# برايان نيفا
برايان نيفا (بالإسبانية: Brian Nieva)‏ هو لاعب كرة قدم أرجنتيني، ولد في 18 أبريل 1990 في أفيانيدا في الأرجنتين. لعب مع سانتياغو مورنينغ ‏.

## وصلات خارجية
- برايان نيفا على موقع قاعدة بيانات كرة القدم.إي يو (الإنجليزية)
- برايان نيفا على موقع Soccerway.com (الإنجليزية)